# Tyegulgyet
Tyegulgyet (oroszul: Тегульдет) falu Oroszország Tomszki területén, Nyugat-Szibériában, a Tyegulgyeti járás székhelye.
Népessége: 4385 fő (a 2010. évi népszámláláskor).

## Elhelyezkedése
A Tomszki terület délkeleti részén, Tomszk területi székhelytől 245 km-re északkeletre, a Csulim (Ob mellékfolyója) középső szakaszának bal partján fekszik. A legközelebbi vasútállomás 170 km-re, Aszinóban van.  

## Története
A Csulim középső folyásának vidékén a 19. század közepéig csulimi tatárok éltek. Orosz telepesek nagyobb számban csak a század végén érkeztek. Tyegulgyet 1911-ben keletkezett és 1936 elején lett az akkor létesített járás székhelye. Az 1930-as évek elejétől a falu és körzete a kényszer-áttelepítések egyik célpontja volt, több mint harmincezer ember érkezett ide és alapított kisebb településeket.
A fő közlekedési útvonal sokáig csak a folyó volt, később a Csulim völgye mentén 250 km-en át kiépítették az utat – részben aszfaltozva – Tomszk felé. A sokáig elhanyagolt állapotú közút felújítását 2020-ban kezdték meg.
A járás területének bő 90%-át erdő borítja. Gazdasága az erdészeten alapul, főként fakitermelésre és elsődleges fafeldolgozásra szakosodott.